# Kajliny
Kajliny (lit. Kailiniai) – wieś na Litwie, zamieszkana przez 505 ludzi, w rejonie łoździejskim, 1 km od Wiejsiejów.